# Saison 4 de The Voice Belgique
 (janvier 2022).
- Si vous ne connaissez pas le sujet, laissez ce bandeau (vous pouvez alors contacter les auteurs).
- Si vous supprimez le contenu mis en cause (vous pouvez préalablement contacter les auteurs),

argumentez précisément cette suppression dans la page de discussion
(un manque de référence n'est pas un argument ; une recherche réelle de référence doit avoir été effectuée, être formellement documentée).
La quatrième saison de The Voice dans sa version belge (The Voice Belgique) a été diffusée sur La Une (RTBF) du 20 janvier 2015 au 5 mai 2015 et présentée par Maureen Louys et Walid.
L'émission a été remportée par Florent Brack, coaché par Chimène Badi.

## Coachs et candidats

### Coachs
Le panel de coachs de cette quatrième saison est composé de :
- Jali : Auteur-compositeur-interprète:
- Chimène Badi: autrice-compositrice-interprète;
- B.J. Scott : autrice-compositrice-interprète, coach durant les trois premières saisons;
- Stanislas : Auteur-compositeur-interprète;

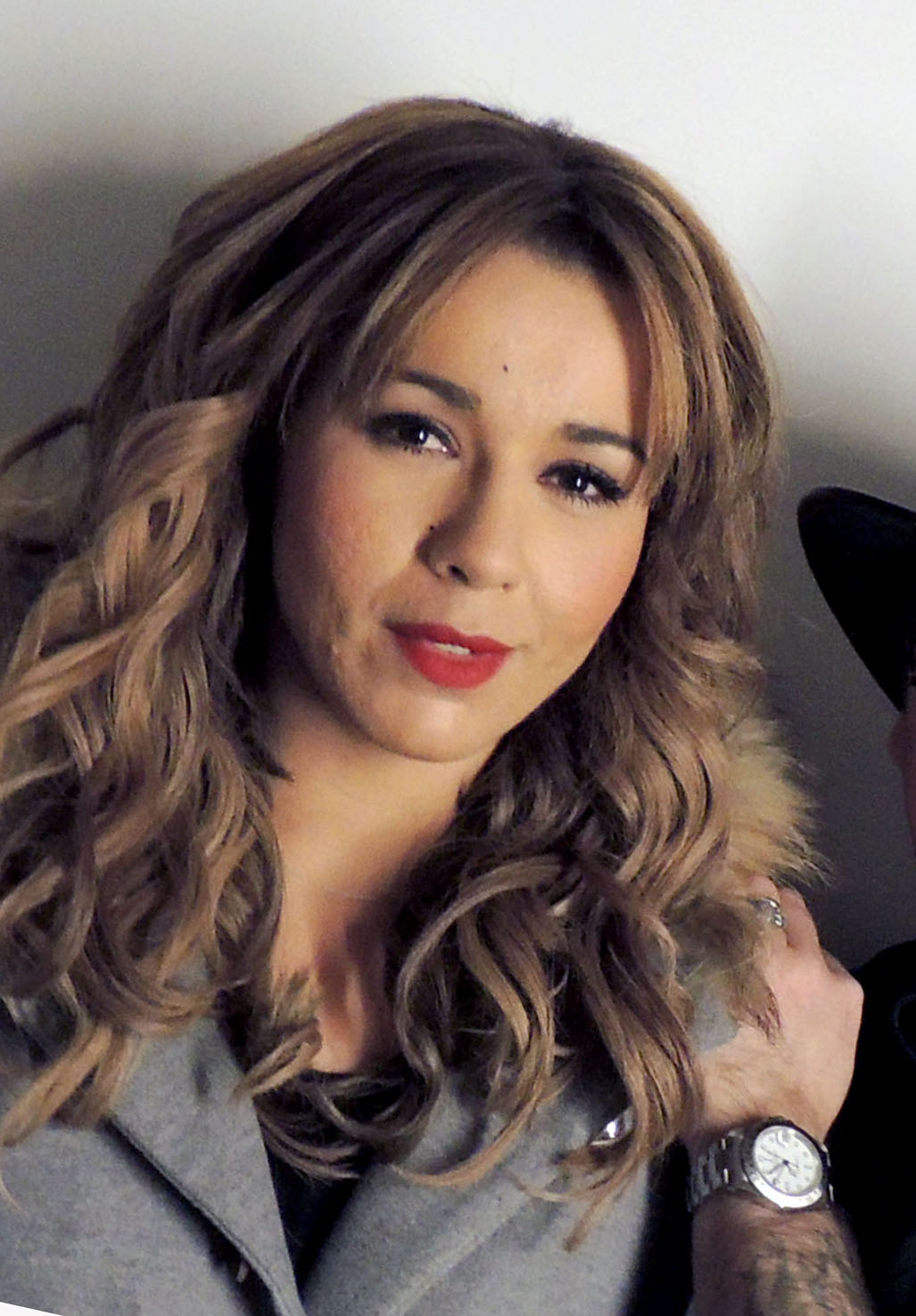
Chimène Badi
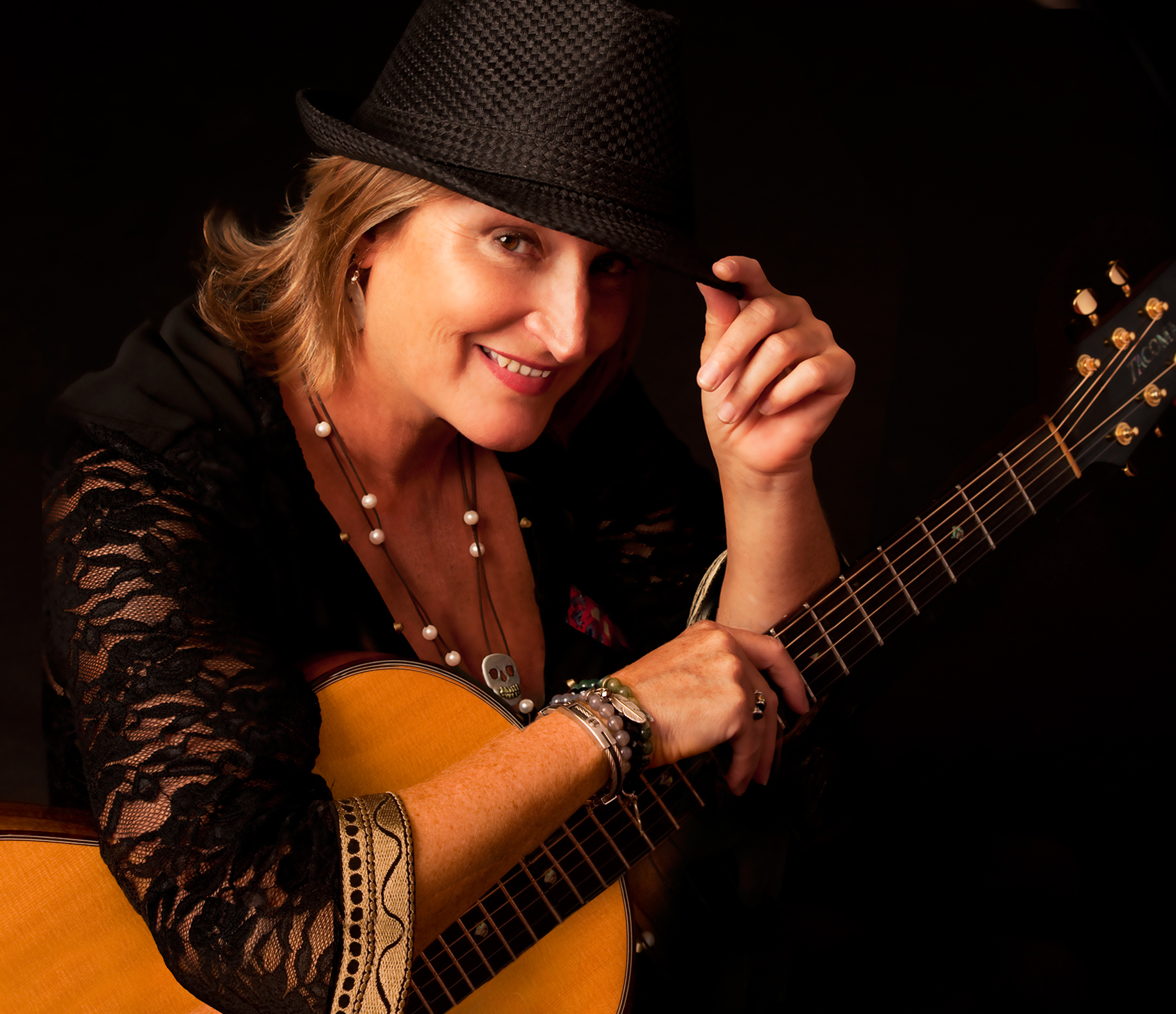
BJ Scott
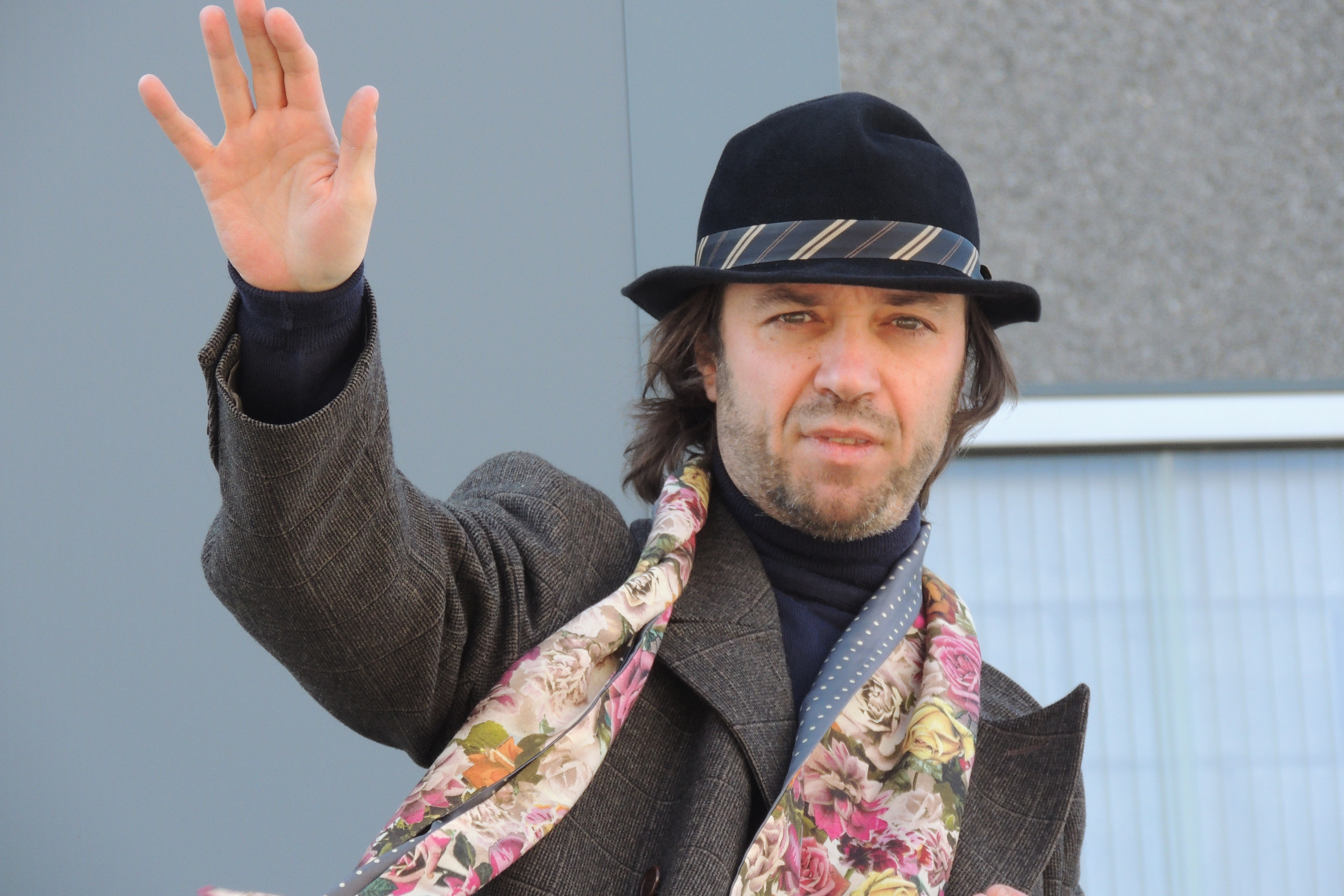
Stanislas

### Candidats
Légende :
|                         |                     | Jali                 | Chimène Badi    | BJ Scott                            | Stanislas            |
| ----------------------- | ------------------- | -------------------- | --------------- | ----------------------------------- | -------------------- |
| Finalistes              | 1                   | Thomas Damoiseaux    | Florent Brack   | Carmen Araujo Santamaria            | Tatiana Trenogina    |
| Eliminés lors des Lives | 2                   | Barbara Hermans      | Joke Leloux     | Samuel de Noos                      | Amélie Williame      |
| Eliminés lors des Lives | 3                   | Mathilde Hoslet      | Antoine Decocq  | Céline Strappazon                   | Clément Vancraeynest |
| Eliminés lors des Lives | 4                   | Marie Gaziaux        | Jessy Douaire   | Aurore Kirichouk                    | Nathalie Darimont    |
| Eliminés lors des Lives | 5                   | Kévin Van Eesbeek    | Aurélie Boniver | Dounia Jnioui                       | Juliette Van Vyve    |
| Eliminés lors des Lives | 6                   | Khalil Abtal         | Ambre Conté     | Lawra Marzano                       | Coralie Derongé      |
| Eliminés lors des Lives | 7                   | Miriana Buscemi      | Maïté Monard    | Jana Jordens                        | David Cage           |
| Eliminés lors des Lives | 8                   | Justine Fizaine      | Michaël Donato  | Félicia Mukendi                     | Mike Kadima          |
| Eliminés lors des Duels |                     |                      |                 |                                     |                      |
| 9                       | Florent Brack       | Shannon Dehasse      | Elise Musanda   | Sanae M'Tioui                       |                      |
| 10                      | Mélanie Graeven     | Laurence Demain      | Charlotte Louis | Aurore Kiritchouk                   |                      |
| 11                      | Fabrice Pagna       | Clément Vancraeynest | Barnabé Deliens | Céline Strappazon                   |                      |
| 12                      | Aurélie Boniver     | Mehdi Jabba          | Alice Courtois  | Marie Gaziaux                       |                      |
| 13                      | Marie-Eve Vandoorne | Clarice Malamba      | Mike Kadima     | Coline Cotroux                      |                      |
| 14                      | Sasha Dehan         | Oussmane Mounir      | Justine Fizaine | Sophie Couturiaux et Mathieu Frings |                      |
| 15                      | —                   | —                    | —               | Mathilde Goedermans                 |                      |

NB : Les talents barrés dans l'élimination des Duels et retrouvés dans les Lives en italique sont les talents volés.

## Déroulement

### Auditions à l'aveugle («Blind auditions»)
Les quatre coachs, installés dans des fauteuils tournants, écoutent les candidats, dos tournés à la scène. Chacun d'entre eux doit se choisir douze candidats en écoutant seulement leur voix, s'ils sont séduits, ils devront appuyer sur leur "buzz" et c'est là que le fauteuil se retournera découvrant leur élu. Si plusieurs coachs se retournent, ce sera alors au candidat de choisir son coach.
Le public présent pendant les auditions n'a pas le dos tourné à la scène et un orchestre supporte les candidats. Le « 100 % à l'aveugle » est de retour pour cette édition, ou un grand rideau rouge  se dresse sur la scène pour le talent qui le souhaite et le cache du jury et du public.
La nouveauté 2015 est le fait que le talent non sélectionné quitte le plateau à la fin de sa prestation et les coachs font leurs commentaires.

#### Épisode 1
- Diffusion : 20 janvier 2015
- Audience : 525 326 téléspectateurs (28,7 % de part de marché)[1]

| Ordre | Candidat                            | Chanson                                      | Choix des coachs et des candidats | Choix des coachs et des candidats | Choix des coachs et des candidats | Choix des coachs et des candidats |
| Ordre | Candidat                            | Chanson                                      | Jali                              | Chimène Badi                      | B.J Scott                         | Stanislas                         |
| ----- | ----------------------------------- | -------------------------------------------- | --------------------------------- | --------------------------------- | --------------------------------- | --------------------------------- |
| 1     | Dounia Jnioui                       | Joyful, Joyful (en) - Lauryn Hill            |                                   |                                   |                                   |                                   |
| 2     | Marie Benmokaddem                   | Bleeding Love - Leona Lewis                  | —                                 | —                                 | —                                 | —                                 |
| 3     | Ambre Conté                         | Stronger Than Me (en) - Amy Winehouse        |                                   |                                   | —                                 | —                                 |
| 4     | Andrea Dury                         | Love on Top - Beyoncé                        | —                                 | —                                 | —                                 | —                                 |
| 5     | Florent Brack                       | The House of the Rising Sun - The Animals    |                                   | —                                 | —                                 | —                                 |
| 6     | Djenebou Dechamps                   | I Just Want to Make Love to You - Etta James | —                                 | —                                 | —                                 | —                                 |
| 7     | Maximilien Toussaint                | Don't Look Back in Anger - Oasis             | —                                 | —                                 | —                                 | —                                 |
| 8     | Juliette Van Vyve                   | Let Her Go - Passenger                       |                                   |                                   |                                   |                                   |
| 9     | Gwenaëlle Degreve                   | Brass in Pocket - The Pretenders             | —                                 | —                                 | —                                 | —                                 |
| 10    | Sasha Dehan                         | Piece of My Heart - Janis Joplin             |                                   | —                                 | —                                 | —                                 |
| 11    | David Cage                          | Enjoy the Silence - Depeche Mode             |                                   | —                                 |                                   |                                   |
| 12    | Antoine Decocq                      | Göttingen - Barbara                          |                                   |                                   | —                                 | —                                 |
| 13    | Estelle Weidlich                    | Price Tag - Jessie J                         | —                                 | —                                 | —                                 | —                                 |
| 14    | Sophie Couturiaux et Mathieu Frings | Born This Way - Lady Gaga                    |                                   | —                                 |                                   |                                   |

| Légende | Le coach a buzzé (« "I want you" ») | Le candidat est dans l'équipe du coach qui l'a buzzé (s'il est le seul à avoir buzzé) | Le candidat rejoint l’équipe du coach (dans le cas où ils sont plusieurs à avoir buzzé) | Le candidat est éliminé |

#### Épisode 2
- Diffusion : 27 janvier 2015
- Audience : 487 911 téléspectateurs (28,9 % de part de marché)[2]

| Ordre | Candidat           | Chanson                                               | Choix des coachs et des candidats | Choix des coachs et des candidats | Choix des coachs et des candidats | Choix des coachs et des candidats |
| Ordre | Candidat           | Chanson                                               | Jali                              | Chimène Badi                      | B.J Scott                         | Stanislas                         |
| ----- | ------------------ | ----------------------------------------------------- | --------------------------------- | --------------------------------- | --------------------------------- | --------------------------------- |
| 1     | Aurélie Boniver    | Mad About You - Hooverphonic                          |                                   | —                                 | —                                 | —                                 |
| 2     | Oussmane Mounir    | Trouble - Coldplay                                    |                                   |                                   | —                                 | —                                 |
| 3     | Brigitte Hallet    | On se retrouvera - Francis Lalanne                    | —                                 | —                                 | —                                 | —                                 |
| 4     | Nathalie Darimont  | Sunrise - Norah Jones                                 |                                   |                                   |                                   |                                   |
| 5     | Tom Beardslee      | The Dock of the Bay - Otis Redding                    | —                                 | —                                 | —                                 | —                                 |
| 6     | Aurore Kiritchouk  | Sex on Fire - Kings of Leon                           | —                                 |                                   | —                                 |                                   |
| 7     | Valentine Brognion | Flightless Bird American Mouth - Iron & Wine          | —                                 | —                                 | —                                 | —                                 |
| 8     | Thomas Damoiseaux  | Reckoning Song - Asaf Avidan                          |                                   |                                   | —                                 | —                                 |
| 9     | Manon Roland       | Mistral Gagnant - Renaud                              | —                                 | —                                 | —                                 | —                                 |
| 10    | Kevin de Wandeleer | Little Talks - Of Monsters and Men                    | —                                 | —                                 | —                                 | —                                 |
| 11    | Maïté Monard       | The Scientist - Coldplay                              |                                   |                                   |                                   |                                   |
| 12    | Jessy Douaire      | Savoir aimer - Florent Pagny                          | —                                 |                                   | —                                 | —                                 |
| 13    | Daisy Juvent       | French Cancan (Monsieur Sainte Nitouche) - Inna Modja | —                                 | —                                 | —                                 | —                                 |
| 14    | Samuel De Noos     | No Diggity - Ed Sheeran                               |                                   |                                   |                                   |                                   |

| Légende | Le coach a buzzé (« "I want you" ») | Le candidat est dans l'équipe du coach qui l'a buzzé (s'il est le seul à avoir buzzé) | Le candidat rejoint l’équipe du coach (dans le cas où ils sont plusieurs à avoir buzzé) | Le candidat est éliminé |

#### Épisode 3
- Diffusion : 3 février 2015
- Audience : 477 700 téléspectateurs (27,5 % de Part de marché)[3]

| Ordre | Candidat          | Chanson                                    | Choix des coachs et des candidats | Choix des coachs et des candidats | Choix des coachs et des candidats | Choix des coachs et des candidats |
| Ordre | Candidat          | Chanson                                    | Jali                              | Chimène Badi                      | B.J Scott                         | Stanislas                         |
| ----- | ----------------- | ------------------------------------------ | --------------------------------- | --------------------------------- | --------------------------------- | --------------------------------- |
| 1     | Barnabé Deliens   | The Joker - Steve Miller Band              | —                                 | —                                 |                                   |                                   |
| 2     | Clarice Malamba   | Mercy - Duffy                              |                                   |                                   | —                                 | —                                 |
| 3     | Rony Marckx       | Aux sombres héros de l'amer - Noir Désir   | —                                 | —                                 | —                                 | —                                 |
| 4     | Jana Jordens      | I See Fire - Ed Sheeran                    |                                   |                                   |                                   |                                   |
| 5     | Martin Sohier     | I'm Yours - Jason Mraz                     | —                                 | —                                 | —                                 | —                                 |
| 6     | Coralie Derongé   | Samson - Regina Spektor                    | —                                 |                                   | —                                 |                                   |
| 7     | Mélanie Graeven   | Wild Horses - The Rolling Stones           |                                   | —                                 | —                                 | —                                 |
| 8     | Mehdi Jabba       | Zina - Babylone                            | —                                 |                                   | —                                 |                                   |
| 9     | Davide Manna      | Adagio - Lara Fabian                       | —                                 | —                                 | —                                 | —                                 |
| 10    | Mathilde Hoslet   | Nightcall - Kavinsky                       |                                   | —                                 | —                                 | —                                 |
| 11    | Sylvie Hock       | Papa, Can you Hear Me ? - Barbra Streisand | —                                 | —                                 | —                                 | —                                 |
| 12    | Alice Courtois    | Youth - Daughter                           |                                   |                                   |                                   | —                                 |
| 13    | Véronique Heissen | If I Were a Boy - Beyoncé                  | —                                 | —                                 | —                                 | —                                 |
| 14    | Khalil Abtal      | Make It to Me - Sam Smith                  |                                   |                                   |                                   |                                   |
| 15    | Angel Cicerone    | Fragilidad - Sting                         | —                                 | —                                 | —                                 | —                                 |

| Légende | Le coach a buzzé (« "I want you" ») | Le candidat est dans l'équipe du coach qui l'a buzzé (s'il est le seul à avoir buzzé) | Le candidat rejoint l’équipe du coach (dans le cas où ils sont plusieurs à avoir buzzé) | Le candidat est éliminé |

#### Épisode 4
- Diffusion : 10 février 2015
- Audience : 471 000 téléspectateurs (26,4 % de Part de marché)[4]

| Ordre | Candidat            | Chanson                                                      | Choix des coachs et des candidats | Choix des coachs et des candidats | Choix des coachs et des candidats | Choix des coachs et des candidats |
| Ordre | Candidat            | Chanson                                                      | Jali                              | Chimène Badi                      | B.J Scott                         | Stanislas                         |
| ----- | ------------------- | ------------------------------------------------------------ | --------------------------------- | --------------------------------- | --------------------------------- | --------------------------------- |
| 1     | Simon Louveau       | Les Cactus - Jacques Dutronc                                 | —                                 | —                                 | —                                 | —                                 |
| 2     | Lawra Marzano       | People Help the People - Birdy                               |                                   |                                   |                                   |                                   |
| 3     | Dorothée Maréchal   | Nantes - Barbara                                             | —                                 | —                                 | —                                 | —                                 |
| 4     | Michaël Donato      | Dormir dehors - Daran et les chaises                         |                                   |                                   | —                                 | —                                 |
| 5     | Mathilde Goedermans | Why'd You Only Call Me When You're High? - Arctic Monkeys    | —                                 | —                                 | —                                 |                                   |
| 6     | Jan Van der Ven     | You Got It - Roy Orbison                                     | —                                 | —                                 | —                                 | —                                 |
| 7     | Laura Colagioia     | Chain of Fools - Aretha Franklin                             | —                                 | —                                 | —                                 | —                                 |
| 8     | Félicia Mukendi     | I See Fire - Ed Sheeran                                      | —                                 | —                                 |                                   |                                   |
| 9     | Estelle Pepinster   | On ira - Zaz                                                 | —                                 | —                                 | —                                 | —                                 |
| 10    | Justine Fizaine     | Dear Mr. President - Pink                                    | —                                 | —                                 |                                   | —                                 |
| 11    | Céline Strappazon   | She Wolf (Falling to Pieces) - David Guetta feat. Sia Furler |                                   | —                                 | —                                 |                                   |
| 12    | Laurence Demain     | Radar Love - Golden Earring                                  | —                                 |                                   | —                                 | —                                 |
| 13    | Kévin Van Eesbeek   | Chanter - Florent Pagny                                      |                                   | —                                 | —                                 | —                                 |
| 14    | Tatiana Trenogina   | Time to Say Goodbye - Andrea Bocelli et Sarah Brightman      |                                   |                                   | —                                 |                                   |

| Légende | Le coach a buzzé (« "I want you" ») | Le candidat est dans l'équipe du coach qui l'a buzzé (s'il est le seul à avoir buzzé) | Le candidat rejoint l’équipe du coach (dans le cas où ils sont plusieurs à avoir buzzé) | Le candidat est éliminé |

#### Épisode 5
- Diffusion : 17 février 2015
- Audience : 505 045 téléspectateurs (28,4 % de Part de marché)[5]

| Ordre | Candidat                 | Chanson                                                      | Choix des coachs et des candidats | Choix des coachs et des candidats | Choix des coachs et des candidats | Choix des coachs et des candidats |
| Ordre | Candidat                 | Chanson                                                      | Jali                              | Chimène Badi                      | B.J Scott                         | Stanislas                         |
| ----- | ------------------------ | ------------------------------------------------------------ | --------------------------------- | --------------------------------- | --------------------------------- | --------------------------------- |
| 1     | Marie-Eve Vandoorne      | It's Raining Men - The Weather Girls                         |                                   | —                                 | —                                 | —                                 |
| 2     | Maria Raluca Dica        | Hallelujah - Leonard Cohen                                   | —                                 | —                                 | —                                 | —                                 |
| 3     | Cindy Hanssens           | Need You Now - Lady Antebellum                               | —                                 | —                                 | —                                 | —                                 |
| 4     | Sanae M'Tioui            | Redemption Song - Bob Marley                                 |                                   |                                   |                                   |                                   |
| 5     | Joke Leloux              | Mad About You - Hooverphonic                                 | —                                 |                                   | —                                 | —                                 |
| 6     | Elise Musanda            | Fuckin' Perfect - Pink                                       |                                   | —                                 |                                   | —                                 |
| 7     | Coline Cotroux           | I Want to Hold Your Hand - The Beatles                       | —                                 | —                                 | —                                 |                                   |
| 8     | Anta Ba                  | Belleville Rendez-Vous - Matthieu Chedid                     | —                                 | —                                 | —                                 | —                                 |
| 9     | Carmen Araujo Santamaria | Video Games - Lana Del Rey                                   | —                                 | —                                 |                                   | —                                 |
| 10    | Fabrice Pagna            | Superstition - Stevie Wonder                                 |                                   |                                   | —                                 |                                   |
| 11    | Manon Nuyens             | She Wolf (Falling to Pieces) - David Guetta feat. Sia Furler | —                                 | —                                 | —                                 | —                                 |
| 12    | Diane Dumortier          | Babooshka - Kate Bush                                        | —                                 | —                                 | —                                 | —                                 |
| 13    | Marie Gaziaux            | Repenti - Renan Luce                                         |                                   | —                                 | —                                 |                                   |
| 14    | Valentine Hofman         | Something's Got a Hold on Me - Etta James                    | —                                 | —                                 | —                                 | —                                 |

| Légende | Le coach a buzzé (« "I want you" ») | Le candidat est dans l'équipe du coach qui l'a buzzé (s'il est le seul à avoir buzzé) | Le candidat rejoint l’équipe du coach (dans le cas où ils sont plusieurs à avoir buzzé) | Le candidat est éliminé |

#### Épisode 6
- Diffusion : 24 février 2015
- Audience : 466 900 téléspectateurs (26 % de Part de marché)[6]

| Ordre | Candidat             | Chanson                                  | Choix des coachs et des candidats | Choix des coachs et des candidats | Choix des coachs et des candidats | Choix des coachs et des candidats |
| Ordre | Candidat             | Chanson                                  | Jali                              | Chimène Badi                      | B.J Scott                         | Stanislas                         |
| ----- | -------------------- | ---------------------------------------- | --------------------------------- | --------------------------------- | --------------------------------- | --------------------------------- |
| 1     | Charlotte Louis      | Too Close - Alex Clare                   |                                   | —                                 |                                   | —                                 |
| 2     | Virginie José        | Such a Shame - Talk Talk                 | —                                 | —                                 | —                                 | —                                 |
| 3     | Shannon Dehasse      | Read All About It - Emeli Sandé          | —                                 |                                   | —                                 | —                                 |
| 4     | Mike Kadima          | Magic - Coldplay                         | —                                 | —                                 |                                   | —                                 |
| 5     | Céline Delbeque      | What's Up? - 4 Non Blondes               | —                                 | —                                 | —                                 | —                                 |
| 6     | Barbara Hermans      | Love Song - Vanessa Paradis              |                                   | —                                 | —                                 | —                                 |
| 7     | Hélène Hartman       | Sans contrefaçon - Mylène Farmer         | —                                 | —                                 | —                                 | —                                 |
| 8     | Clément Vancraeynest | Impossible - James Arthur                | —                                 |                                   | —                                 | —                                 |
| 9     | Carole Penders       | I Don't Know - Noa                       | —                                 | —                                 | —                                 | —                                 |
| 10    | Miriana Buscemi      | I Will Always Love You - Whitney Houston |                                   | —                                 | —                                 | —                                 |
| 11    | Mélisande Vittoz     | Parle-moi - Isabelle Boulay              | —                                 | —                                 | —                                 | —                                 |
| 12    | Amélie Willame       | As Long as You Love Me - Justin Bieber   |                                   |                                   |                                   |                                   |

| Légende | Le coach a buzzé (« "I want you" ») | Le candidat est dans l'équipe du coach qui l'a buzzé (s'il est le seul à avoir buzzé) | Le candidat rejoint l’équipe du coach (dans le cas où ils sont plusieurs à avoir buzzé) | Le candidat est éliminé |

### Les duels
Après les blinds auditions, 49 talents s’affronteront lors des duels. Et c’est ici qu’une nouvelle règle apparait : fini les « sing off » et place au « talent volé ». Chaque coach aura en effet l’opportunité de voler deux talents parmi les 24 talents perdants des duels. Autrement dit, lorsqu’un coach décide lequel de ces deux talents poursuit l’aventure, les autres coaches ont la possibilité de buzzer et de récupérer dans leur équipe le talent perdant. Et comme lors des blinds auditions, si plusieurs coaches buzzent, c’est le talent qui choisira quelle équipe il souhaite rejoindre.
Ce sont donc 8 candidats supplémentaires qui se présenteront aux Lives, soit 32 candidats en tout. Des Lives plus longs que l’année dernière, puisque la RTBF a décidé d’ajouter des séquences montrant davantage les séances de coaching. Quant aux éliminations, elles auront lieu tout au long de l’émission et non plus seulement à la fin, l’objectif étant de tenir le téléspectateur en haleine.

#### Épisode 7
- Diffusion : 3 mars 2015
- Audience : 397 000 téléspectateurs (22,8 % de Part de marché)[7]

| Ordre | Coach        | Chanson                              | Talent            | Talent(s)                           | Choix des coachs et des candidats | Choix des coachs et des candidats | Choix des coachs et des candidats | Choix des coachs et des candidats |
| Ordre | Coach        | Chanson                              | Talent            | Talent(s)                           | Jali                              | Chimène Badi                      | B.J Scott                         | Stanislas                         |
| ----- | ------------ | ------------------------------------ | ----------------- | ----------------------------------- | --------------------------------- | --------------------------------- | --------------------------------- | --------------------------------- |
| 1     | Stanislas    | Osez Joséphine - Alain Bashung       | David Cage        | Mathilde Goedermans                 | —                                 | —                                 | —                                 | NC                                |
| 2     | B.J Scott    | Happy - Leona Lewis                  | Dounia Jnioui     | Justine Fizaine                     |                                   | —                                 | NC                                | —                                 |
| 3     | Chimène Badi | Somewhere Only We Know - Keane       | Antoine Decocq    | Oussmane Mounir                     | —                                 | NC                                | —                                 | —                                 |
| 4     | Stanislas    | Teenage Dream - Katy Perry           | Nathalie Darimont | Sophie Couturiaux et Mathieu Frings | —                                 | —                                 | —                                 | NC                                |
| 4     | Stanislas    | Teenage Dream - Katy Perry           | Nathalie Darimont | Coline Cotroux                      | —                                 | —                                 | —                                 | NC                                |
| 5     | Jali         | Golden Baby - Cœur de pirate         | Barbara Hermans   | Sasha Dehan                         | NC                                | —                                 | —                                 | —                                 |
| 6     | B.J Scott    | I Can't Stand the Rain - Ann Peebles | Félicia Mukendi   | Mike Kadima                         |                                   |                                   | NC                                |                                   |

| Légende | Le talent qui a remporté son duel sur décision de son coach | Le talent qui a perdu son duel est "volé" par un autre coach | Le talent quitte l'aventure |

#### Épisode 8
- Diffusion : 10 mars 2015
- Audience : 453 400 téléspectateurs (26,3 % de Part de marché)[8]

| Ordre | Coach        | Chanson                                   | Talent                   | Talent(s)           | Choix des coachs et des candidats | Choix des coachs et des candidats | Choix des coachs et des candidats | Choix des coachs et des candidats |
| Ordre | Coach        | Chanson                                   | Talent                   | Talent(s)           | Jali                              | Chimène Badi                      | B.J Scott                         | Stanislas                         |
| ----- | ------------ | ----------------------------------------- | ------------------------ | ------------------- | --------------------------------- | --------------------------------- | --------------------------------- | --------------------------------- |
| 1     | Jali         | Wake Me Up - Aloe Blacc                   | Khalil Abtal             | Marie-Eve Vandoorne | NC                                | —                                 | —                                 | —                                 |
| 2     | Stanislas    | Viva La Vida - Coldplay                   | Juliette Van Vyve        | Marie Gaziaux       |                                   | —                                 | —                                 | NC                                |
| 3     | B.J Scott    | Wicked Game - Chris Isaak                 | Carmen Araujo Santamaria | Alice Courtois      | NC                                | —                                 | NC                                | —                                 |
| 4     | Chimène Badi | 7 Seconds - Youssou N'Dour & Neneh Cherry | Jessy Douaire            | Clarice Malamba     | NC                                | NC                                | —                                 | —                                 |
| 5     | Jali         | Saint Claude - Christine and the Queens   | Mathilde Hoslet          | Aurélie Boniver     | NC                                |                                   | —                                 | —                                 |
| 6     | Stanislas    | Wasting My Young Years – London Grammar   | Coralie Derongé          | Céline Strappazon   | NC                                | —                                 |                                   | NC                                |

| Légende | Le talent qui a remporté son duel sur décision de son coach | Le talent qui a perdu son duel est "volé" par un autre coach | Le talent quitte l'aventure |

#### Épisode 9
- Diffusion : 17 mars 2015
- Audience : 389 000 téléspectateurs (23,4 % de Part de marché)[9]

| Ordre | Coach        | Chanson                                | Talent            | Talent(s)            | Choix des coachs et des candidats | Choix des coachs et des candidats | Choix des coachs et des candidats | Choix des coachs et des candidats |
| Ordre | Coach        | Chanson                                | Talent            | Talent(s)            | Jali                              | Chimène Badi                      | B.J Scott                         | Stanislas                         |
| ----- | ------------ | -------------------------------------- | ----------------- | -------------------- | --------------------------------- | --------------------------------- | --------------------------------- | --------------------------------- |
| 1     | Stanislas    | Starlight - Muse                       | Tatiana Trenogina | Aurore Kiritchouk    | NC                                | —                                 |                                   | NC                                |
| 2     | B.J Scott    | Encore et encore - Francis Cabrel      | Samuel De Noos    | Barnabé Deliens      | NC                                | —                                 | NC                                | —                                 |
| 3     | Jali         | Dangerous - David Guetta & Sam Martin  | Kévin Van Eesbeek | Fabrice Pagna        | NC                                | —                                 | NC                                | —                                 |
| 4     | Chimène Badi | Il nous faut - Elisa Tovati & Tom Dice | Maïté Monard      | Mehdi Jabba          | NC                                | NC                                | NC                                | —                                 |
| 5     | Stanislas    | Killing Me Softly - The Fugees         | Amélie Willame    | Sanae M'Tioui        | NC                                | —                                 | NC                                | NC                                |
| 6     | Chimène Badi | Dusty Men - Saule & Charlie Winston    | Michaël Donato    | Clément Vancraeynest | NC                                | NC                                | NC                                |                                   |

| Légende | Le talent qui a remporté son duel sur décision de son coach | Le talent qui a perdu son duel est "volé" par un autre coach | Le talent quitte l'aventure |

#### Épisode 10
- Diffusion : 24 mars 2015
- Audience : 413 522 téléspectateurs (22,4 % de Part de marché)[10]

| Ordre | Coach        | Chanson                                   | Talent            | Talent(s)       | Choix des coachs et des candidats | Choix des coachs et des candidats | Choix des coachs et des candidats | Choix des coachs et des candidats |
| Ordre | Coach        | Chanson                                   | Talent            | Talent(s)       | Jali                              | Chimène Badi                      | B.J Scott                         | Stanislas                         |
| ----- | ------------ | ----------------------------------------- | ----------------- | --------------- | --------------------------------- | --------------------------------- | --------------------------------- | --------------------------------- |
| 1     | Chimène Badi | Man! I Feel Like a Woman! - Shania Twain  | Joke Leloux       | Laurence Demain | NC                                | NC                                | NC                                | NC                                |
| 2     | Jali         | Ordinary Love - U2                        | Miriana Buscemi   | Mélanie Graeven | NC                                | —                                 | NC                                | NC                                |
| 3     | B.J Scott    | Torn - Natalie Imbruglia                  | Jana Jordens      | Charlotte Louis | NC                                | —                                 | NC                                | NC                                |
| 4     | Jali         | Waves - Mr Probz                          | Thomas Damoiseaux | Florent Brack   | NC                                |                                   | NC                                | NC                                |
| 5     | Chimène Badi | The Boy Is Mine - Brandy & Monica         | Ambre Conté       | Shannon Dehasse | NC                                | NC                                | NC                                | NC                                |
| 6     | B.J Scott    | Dark Horse - Katy Perry featuring Juicy J | Lawra Marzano     | Elise Musanda   | NC                                | NC                                | NC                                | NC                                |

| Légende | Le talent qui a remporté son duel sur décision de son coach | Le talent qui a perdu son duel est "volé" par un autre coach | Le talent quitte l'aventure |

#### Les équipes pour les lives
| Coachs | Coachs               | Coachs              | Coachs                   | Coachs                   |
| n°     | Jali                 | Chimène Badi        | B.J. Scott               | Stanislas                |
| ------ | -------------------- | ------------------- | ------------------------ | ------------------------ |
| 1      | Barbara Hermans      | Antoine Decocq      | Dounia Jnioui            | David Cage               |
| 2      | Khalil Abtal         | Jessy Douaire       | Félicia Mukendi          | Nathalie Darimont        |
| 3      | Mathilde Hoslet      | Maïté Monard        | Carmen Araujo Santamaria | Juliette Van Vyve        |
| 4      | Kévin Van Eesbeek    | Michaël Donato      | Samuel De Noos           | Coralie Derongé          |
| 5      | Miriana Buscemi      | Joke Leloux         | Jana Jordens             | Tatiana Trenogina        |
| 6      | Thomas Damoiseaux    | Ambre Conté         | Lawra Marzano            | Amélie Willame           |
| 7      | Justine Fizaine (BJ) | Aurélie Boniver (J) | Céline Strappazon (S)    | Mike Kadima (BJ)         |
| 8      | Marie Gaziaux (S)    | Florent Brack (J)   | Aurore Kiritchouk (S)    | Clément Vancraeynest (C) |

### Les Lives

#### Épisode 11
- Diffusion : 30 mars 2015
- Audience : 322 900 téléspectateurs (20,6 % de Part de marché)[11]
- Règles : Sur scène, les talents de toutes les équipes. Lors de ces deux premiers directs, Chimène Badi, Jali, Stanislas et BJ Scott présenteront chacun 4 talents (dont 1 talent volé). 4 talents de chaque équipe prestent chacun à leur tour. Les votes pour une équipe sont valables pendant le passage d'une équipe. Le public offrira au meilleur talent de chaque équipe une place assurée pour le Live suivant. Le sort des 3 autres sera remis entre les mains de leur coach. Le meilleur restera, et tout sera fini pour les 2 autres.

Les coachs ouvrent le live avec le tube Hey Ya! de Outkast.
| Ordre | Talent                   | Équipe       | Chanson                                        |
| ----- | ------------------------ | ------------ | ---------------------------------------------- |
| 1     | Michaël Donato           | Chimène Badi | You Can Leave Your Hat On - Joe Cocker         |
| 2     | Florent Brack            | Chimène Badi | Grenade - Bruno Mars                           |
| 3     | Maïté Monard             | Chimène Badi | All Of Me - John Legend                        |
| 4     | Antoine Decocq           | Chimène Badi | Zombie - The Cranberries                       |
|       |                          |              |                                                |
| 5     | David Cage               | Stanislas    | Un homme heureux - William Sheller             |
| 6     | Nathalie Darimont        | Stanislas    | All I wanna do - Sheryl Crow                   |
| 7     | Amélie Willame           | Stanislas    | Donne-moi le temps - Jenifer                   |
| 8     | Mike Kadima              | Stanislas    | Uptown Funk - Mark Ronson featuring Bruno Mars |
|       |                          |              |                                                |
| 9     | Félicia Mukendi          | B.J Scott    | Thinking Out Loud - Ed Sheeran                 |
| 10    | Jana Jordens             | B.J Scott    | Fade Out Lines - The Avener                    |
| 11    | Carmen Araujo Santamaria | B.J Scott    | Miss Celie's blues - Patricia Kraus            |
| 12    | Céline Strappazon        | B.J Scott    | I Want to Know What Love Is - Foreigner        |
|       |                          |              |                                                |
| 13    | Miriana Buscemi          | Jali         | Aller plus haut - Tina Arena                   |
| 14    | Justine Fizaine          | Jali         | Battez-vous - Brigitte                         |
| 15    | Thomas Damoiseaux        | Jali         | Manu - Renaud                                  |
| 16    | Mathilde Hoslet          | Jali         | Jungle - Emma Louise                           |

| Légende | Le candidat est sauvé par les téléspectateurs, en priorité (le plus grand nombre de votes) | Le candidat est sauvé par le coach | Les candidats ne sont pas sauvés par le coach |

| Equipe    | Sauvé par le + de votes | Sauvé par son coach      | Talent exclu    | Talent exclu    |
| --------- | ----------------------- | ------------------------ | --------------- | --------------- |
| Chimène   | Florent Brack           | Antoine Decocq           | Michaël Donato  | Maïté Monard    |
| Stanislas | Amélie Willame          | Nathalie Darimont        | David Cage      | Mike Kadima     |
| B.J       | Céline Strappazon       | Carmen Araujo Santamaria | Jana Jordens    | Félicia Mukendi |
| Jali      | Mathilde Hoslet         | Thomas Damoiseaux        | Miriana Buscemi | Justine Fizaine |

#### Épisode 12
- Diffusion : 7 avril 2015
- Audience : 329 200 téléspectateurs (22,2 % de Part de marché)[12]
- Règles : Sur scène, les talents de toutes les équipes. Lors de ces deux premiers directs, Chimène Badi, Jali, Stanislas et BJ Scott présenteront chacun 4 talents (dont 1 talent volé). 4 talents de chaque équipe prestent chacun à leur tour. Les votes pour une équipe sont valables pendant le passage d'une équipe. Le public offrira au meilleur talent de chaque équipe une place assurée pour le Live suivant. Le sort des 3 autres sera remis entre les mains de leur coach. Le meilleur restera, et tout sera fini pour les 2 autres.

| Ordre | Talent               | Équipe       | Chanson                                                             |
| ----- | -------------------- | ------------ | ------------------------------------------------------------------- |
| 1     | Aurore Kiritchouk    | B.J Scott    | J'ai vu - Niagara                                                   |
| 2     | Lawra Marzano        | B.J Scott    | Soon We'll Be Found - Sia                                           |
| 3     | Samuel De Noos       | B.J Scott    | Seven Nation Army - The White Stripes (reprise de Ben l'Oncle Soul) |
| 4     | Dounia Jnioui        | B.J Scott    | I'm Every Woman - Whitney Houston                                   |
|       |                      |              |                                                                     |
| 5     | Barbara Hermans      | Jali         | It's a Man's Man's Man's World - James Brown                        |
| 6     | Kévin Van Eesbeek    | Jali         | Seul - Garou                                                        |
| 7     | Khalil Abtal         | Jali         | Crazy - Gnarls Barkley                                              |
| 8     | Marie Gaziaux        | Jali         | Paris-Seychelles - Julien Doré                                      |
|       |                      |              |                                                                     |
| 9     | Jessy Douaire        | Chimène Badi | Les Murs Porteurs - Florent Pagny                                   |
| 10    | Joke Leloux          | Chimène Badi | I'm So Excited - The Pointer Sisters                                |
| 11    | Ambre Conté          | Chimène Badi | Le Coup de Soleil - Richard Cocciante                               |
| 12    | Aurélie Boniver      | Chimène Badi | Black Horse and the Cherry Tree - KT Tunstall                       |
|       |                      |              |                                                                     |
| 13    | Clément Vancraeynest | Stanislas    | Stay with Me - Sam Smith                                            |
| 14    | Coralie Derongé      | Stanislas    | Les Histoires d'A. - Les Rita Mitsouko                              |
| 15    | Tatiana Trenogina    | Stanislas    | Memory - Barbra Streisand                                           |
| 16    | Juliette Van Vyve    | Stanislas    | Fuck You - Lily Allen                                               |

| Légende | Le candidat est sauvé par les téléspectateurs, en priorité (le plus grand nombre de votes) | Le candidat est sauvé par le coach | Les candidats ne sont pas sauvés par le coach |

| Equipe    | Sauvé par le + de votes | Sauvé par son coach | Talent exclu      | Talent exclu      |
| --------- | ----------------------- | ------------------- | ----------------- | ----------------- |
| B.J       | Aurore Kiritchouk       | Samuel De Noos      | Lawra Marzano     | Dounia Jnioui     |
| Jali      | Marie Gaziaux           | Barbara Hermans     | Khalil Abtal      | Kévin Van Eesbeek |
| Chimène   | Joke Leloux             | Jessy Douaire       | Ambre Conté       | Aurélie Boniver   |
| Stanislas | Clément Vancraeynest    | Tatiana Trenogina   | Juliette Van Vyve | Coralie Derongé   |

#### Épisode 13
- Diffusion : 14 avril 2015
- Audience : 365 577 téléspectateurs (23,8 % de Part de marché) [10]
- Invité : M. Pokora
- Règles : Lors des 2 premiers Live, les coaches avaient séparé leurs équipes en deux. À partir de ce soir, tous les talents de chaque coach s'affronteront toutes les semaines. Ce mardi, 16 talents se battront pour continuer l'aventure, 4 par équipe. Le public sauve les deux talents qui ont obtenu le plus de votes et le coach départage les deux talents restants en sauvant un troisième. À l'issue de ce nouveau Live riche en spectacle, chaque coach verra un de ses talents s'en aller et quitter l'aventure « The Voice Belgique »

| Ordre                                                    | Talent                   | Équipe       | Chanson                                                        |
| -------------------------------------------------------- | ------------------------ | ------------ | -------------------------------------------------------------- |
| M. Pokora: medley de On est là, On danse, Mieux que nous |                          |              |                                                                |
| 1                                                        | Tatiana Trenogina        | Stanislas    | Une femme avec toi - Nicole Croisille                          |
| 2                                                        | Amélie Willame           | Stanislas    | Hometown Glory - Adele                                         |
| 3                                                        | Nathalie Darimont        | Stanislas    | Jardin d'hiver - Henri Salvador                                |
| 4                                                        | Clément Vancraeynest     | Stanislas    | Don't Stop The Music - Jamie Cullum                            |
|                                                          |                          |              |                                                                |
| 5                                                        | Joke Leloux              | Chimène Badi | Riverside - Agnes Obel                                         |
| 6                                                        | Jessy Douaire            | Chimène Badi | Bailando - Enrique Iglesias                                    |
| 7                                                        | Florent Brack            | Chimène Badi | Petite Marie - Francis Cabrel                                  |
| 8                                                        | Antoine Decocq           | Chimène Badi | Raise Me Up - Corson                                           |
| M. Pokora & Joke Leloux : Le monde                       |                          |              |                                                                |
|                                                          |                          |              |                                                                |
| 9                                                        | Samuel De Noos           | B.J Scott    | J'en rêve encore - Gérald de Palmas                            |
| 10                                                       | Aurore Kiritchouk        | B.J Scott    | Nights in White Satin - The Moody Blues (version de B.J Scott) |
| 11                                                       | Carmen Araujo Santamaria | B.J Scott    | Something's Got a Hold on Me - Etta James                      |
| 12                                                       | Céline Strappazon        | B.J Scott    | Under - Alex Hepburn                                           |
|                                                          |                          |              |                                                                |
| 13                                                       | Marie Gaziaux            | Jali         | Alter Ego - Jean-Louis Aubert                                  |
| 14                                                       | Mathilde Hoslet          | Jali         | Cool Kids - Echosmith                                          |
| 15                                                       | Thomas Damoiseaux        | Jali         | Jeune et Con - Damien Saez                                     |
| 16                                                       | Barbara Hermans          | Jali         | Radioactive - Imagine Dragons                                  |

| Légende | Le candidat est sauvé par les téléspectateurs, en priorité (le plus grand nombre de votes) | Le candidat est sauvé par le coach | Les candidats ne sont pas sauvés par le coach |

| Equipe    | 1er sauvé (public) | 2e sauvé (public)        | 3e sauvé (coach) | Talent exclu      |
| --------- | ------------------ | ------------------------ | ---------------- | ----------------- |
| Stanislas | Tatiana Trenogina  | Clément Vancraeynest     | Amélie Willame   | Nathalie Darimont |
| Chimène   | Florent Brack      | Antoine Decocq           | Joke Leloux      | Jessy Douaire     |
| B.J       | Céline Strappazon  | Carmen Araujo Santamaria | Samuel De Noos   | Aurore Kiritchouk |
| Jali      | Thomas Damoiseaux  | Mathilde Hoslet          | Barbara Hermans  | Marie Gaziaux     |

#### Épisode 14
- Diffusion : 21 avril 2015
- Audience : 352 100 téléspectateurs (22,9 % de Part de marché)
- Invités : Laurent Pagna, Bastian Baker
- Règles : Ce mardi, 12 talents (3 par équipe) se battront pour continuer l'aventure et participer à la tournée. Le public sauve le talent qui ont obtenu le plus de votes et le coach départage les deux talents restants en sauvant un deuxième. À l'issue de ce nouveau Live riche en spectacle, chaque coach verra un de ses talents s'en aller et quitter l'aventure « The Voice Belgique ».

| Ordre                                                          | Talent                   | Équipe       | Chanson                                        |
| -------------------------------------------------------------- | ------------------------ | ------------ | ---------------------------------------------- |
| Laurent Pagna & les talents: We Will Rock You de Queen         |                          |              |                                                |
| 1                                                              | Mathilde Hoslet          | Jali         | Heroes - DJ Alesso featuring Tove Lo           |
| Bastian Baker & B.J Scott : Wonderwall de Oasis                |                          |              |                                                |
| 2                                                              | Barbara Hermans          | Jali         | All About That Bass - Meghan Trainor           |
| 3                                                              | Thomas Damoiseaux        | Jali         | Take Me to Church - Hozier                     |
| Laurent Pagna - Faire éclater les murs                         |                          |              |                                                |
|                                                                |                          |              |                                                |
| Stanislas & ses talents : Love is all de Roger Glover          |                          |              |                                                |
| 4                                                              | Clément Vancraeynest     | Stanislas    | La Dernière Séance - Eddy Mitchell             |
| 5                                                              | Amélie Willame           | Stanislas    | Titanium - David Guetta & Sia                  |
| 6                                                              | Tatiana Trenogina        | Stanislas    | Who Wants to Live Forever - Queen              |
|                                                                |                          |              |                                                |
| 7                                                              | Céline Strappazon        | B.J Scott    | Écris l'histoire - Grégory Lemarchal           |
| 8                                                              | Carmen Araujo Santamaria | B.J Scott    | Imagine - John Lennon                          |
| 9                                                              | Samuel De Noos           | B.J Scott    | Tombé sous le charme - Christophe Maé          |
|                                                                |                          |              |                                                |
| Chimène Badi & ses talents : Message in a Bottle de The Police |                          |              |                                                |
| 10                                                             | Joke Leloux              | Chimène Badi | You've got the love - Florence and The Machine |
| 11                                                             | Florent Brack            | Chimène Badi | You are the best thing - Ray LaMontagne        |
| 12                                                             | Antoine Decocq           | Chimène Badi | Get Lucky - Daft Punk & Pharrell Williams      |

| Légende | Le candidat est sauvé par les téléspectateurs, en priorité (le plus grand nombre de votes) | Le candidat est sauvé par le coach | Les candidats ne sont pas sauvés par le coach |

| Equipe    | Talent sauvé par les votes des téléspectateurs | Talent sauvé par son coach | Talent non sauvé par son coach |
| --------- | ---------------------------------------------- | -------------------------- | ------------------------------ |
| Chimène   | Florent Brack                                  | Joke Leloux                | Antoine Decocq                 |
| Stanislas | Amélie Willame                                 | Tatiana Trenogina          | Clément Vancraeynest           |
| Jali      | Thomas Damoiseaux                              | Barbara Hermans            | Mathilde Hoslet                |
| B.J       | Carmen Araujo Santamaria                       | Samuel De Noos             | Céline Strappazon              |
|           | Ces talents feront la tournée "The Voice 2015" |                            |                                |

#### Épisode 15
- Diffusion : 28 avril 2015
- Audience : 384 200 téléspectateurs (23,1 % de Part de marché)
- Invité : Christophe Willem
- Règles : Chaque coach présente ses 2 derniers talents qui chanteront en solo et en duo et répartit un pourcentage (au total 100 %) entre ses poulains. Les téléspectateurs votent par SMS en fin d'émission et les votes sont transformés en pourcentage (total 100 %). Le talent qui obtient le meilleur pourcentage va en finale.

| Ordre                                                                               | Talent                   | Équipe       | Chanson                                           |
| ----------------------------------------------------------------------------------- | ------------------------ | ------------ | ------------------------------------------------- |
| Christophe Willem, Barbara Hermans & Carmen Araujo Santamaria : Sunny de Bobby Hebb |                          |              |                                                   |
| 1                                                                                   | Samuel De Noos           | B.J Scott    | To win the world - Puggy                          |
| 2                                                                                   | Carmen Araujo Santamaria | B.J Scott    | Addicted to you - Avicii                          |
|                                                                                     |                          |              |                                                   |
| 3                                                                                   | Tatiana Trenogina        | Stanislas    | The Music of the Night - The Phantom of the Opera |
| 4                                                                                   | Amélie Willame           | Stanislas    | She Will Be Loved - Maroon 5                      |
|                                                                                     |                          |              |                                                   |
| 5                                                                                   | Florent Brack            | Chimène Badi | Nothing Else Matters - Metallica                  |
| 6                                                                                   | Joke Leloux              | Chimène Badi | Tandem - Vanessa Paradis                          |
|                                                                                     |                          |              |                                                   |
| Jali & ses talents: Alone (en) de Selah Sue                                         |                          |              |                                                   |
| 7                                                                                   | Barbara Hermans          | Jali         | Down on my knees - Ayọ                            |
| 8                                                                                   | Thomas Damoiseaux        | Jali         | Un autre monde - Téléphone                        |
| Christophe Willem: Après toi                                                        |                          |              |                                                   |

Tableau des résultats : 
| Équipe    | Talent finaliste         | Résultat Coach /100 | Résultat Public /100 | Total /200 | Talent exclu    | Résultat Coach /100 | Résultat Public /100 | Total /200 |
| --------- | ------------------------ | ------------------- | -------------------- | ---------- | --------------- | ------------------- | -------------------- | ---------- |
| Stanislas | Tatiana Trenogina        | 60                  | 56                   | 116        | Amélie Willame  | 40                  | 44                   | 84         |
| Chimène   | Florent Brack            | 35                  | 75                   | 110        | Joke Leloux     | 65                  | 25                   | 90         |
| Jali      | Thomas Damoiseaux        | 45                  | 68                   | 113        | Barbara Hermans | 55                  | 32                   | 87         |
| B.J       | Carmen Araujo Santamaria | 55                  | 60                   | 115        | Samuel De Noos  | 45                  | 40                   | 85         |

#### Épisode 16
- Diffusion : 5 mai 2015
- Audience : 376 200 téléspectateurs (23,9 % de Part de marché)
- Invités : Loïc Nottet, Kendji Girac et Black M
- Règles : A ce stade, il ne reste plus qu'un talent par coach. Chaque candidat interprétera cette fois trois titres: leur meilleure prestation depuis le début de l’aventure, un duo avec son coach et une nouvelle « cover ». Les talents seront départagés par le vote des téléspectateurs, chaque vote rapportant 1 point.

Le gagnant de The Voice Belgique est celui qui totalisera le plus grand nombre de points
| Ordre                                              | Talent                                                                                             | Équipe                                                                                             | Chanson                                                                                            |
| -------------------------------------------------- | -------------------------------------------------------------------------------------------------- | -------------------------------------------------------------------------------------------------- | -------------------------------------------------------------------------------------------------- |
| 1                                                  | Thomas Damoiseaux, Tatiana Trenogina, Florent Brack & Carmen Araujo Santamaria : Boogie Wonderland | Thomas Damoiseaux, Tatiana Trenogina, Florent Brack & Carmen Araujo Santamaria : Boogie Wonderland | Thomas Damoiseaux, Tatiana Trenogina, Florent Brack & Carmen Araujo Santamaria : Boogie Wonderland |
| 2                                                  | Tatiana Trenogina et Stanislas                                                                     | Tatiana Trenogina et Stanislas                                                                     | Summer Nights - Grease                                                                             |
| 3                                                  | Florent Brack                                                                                      | Chimène Badi                                                                                       | You Give Me Something - James Morrison                                                             |
| 4                                                  | Kendji Girac, Tatiana Trenogina & Carmen Araujo Santamaria : Andalouse                             | Kendji Girac, Tatiana Trenogina & Carmen Araujo Santamaria : Andalouse                             | Kendji Girac, Tatiana Trenogina & Carmen Araujo Santamaria : Andalouse                             |
| 5                                                  | Thomas Damoiseaux & Jali                                                                           | Thomas Damoiseaux & Jali                                                                           | Caravane - Raphael                                                                                 |
| 6                                                  | Carmen Araujo Santamaria                                                                           | B.J Scott                                                                                          | She Said - Plan B                                                                                  |
| 7                                                  | Tatiana Trenogina                                                                                  | Stanislas                                                                                          | Chandelier - Sia                                                                                   |
| 8                                                  | Black M, Thomas Damoiseaux & Florent Brack : Sur ma route                                          | Black M, Thomas Damoiseaux & Florent Brack : Sur ma route                                          | Black M, Thomas Damoiseaux & Florent Brack : Sur ma route                                          |
| 9                                                  | Carmen Araujo Santamaria & B.J Scott                                                               | Carmen Araujo Santamaria & B.J Scott                                                               | Quand on n'a que l'amour - Jacques Brel                                                            |
| 10                                                 | Thomas Damoiseaux                                                                                  | Jali                                                                                               | Bruxelles - Dick Annegarn                                                                          |
| 11                                                 | Florent Brack & Chimène Badi                                                                       | Florent Brack & Chimène Badi                                                                       | I Need a Dollar - Aloe Blacc                                                                       |
| 12                                                 | Loïc Nottet : Rhythm Inside                                                                        | Loïc Nottet : Rhythm Inside                                                                        | Loïc Nottet : Rhythm Inside                                                                        |
| Fin temporaire des votes                           | | | |
| Annonce des deux derniers candidats en compétition | | | |
| 13                                                 | Florent Brack                                                                                      | Chimène Badi                                                                                       | You are the best thing - Ray LaMontagne                                                            |
| 14                                                 | Carmen Araujo Santamaria                                                                           | B.J Scott                                                                                          | Something's Got a Hold on Me - Etta James                                                          |
| 15                                                 | Kendji Girac : Conmigo                                                                             | Kendji Girac : Conmigo                                                                             | Kendji Girac : Conmigo                                                                             |

Pré-éliminations : 
| Talent finaliste                    | Talent exclu                  |
| ----------------------------------- | ----------------------------- |
| Florent Brack (Chimène Badi)        | Thomas Damoiseaux (Jali)      |
| Carmen Araujo Santamaria (BJ Scott) | Tatiana Trenogina (Stanislas) |

Résultat final : 
| Vainqueur                                                  | Perdant                             |
| ---------------------------------------------------------- | ----------------------------------- |
| Florent Brack (Chimène Badi) avec 54 % des votes du public | Carmen Araujo Santamaria (BJ Scott) |

## Audiences
| Type            | Date de diffusion | Téléspectateurs | Parts de marché | Classement des audiences de la soirée | Classement des parts de marché de la soirée | Notes et références |
| --------------- | ----------------- | --------------- | --------------- | ------------------------------------- | ------------------------------------------- | ------------------- |
| Blind Auditions | 20 janvier 2015   | 525 326         | 28,7 %          | 2e                                    | 2e                                          | [ 1 ]               |
| Blind Auditions | 27 janvier 2015   | 487 911         | 28,9 %          | 1er                                   | 1er                                         | [ 2 ]               |
| Blind Auditions | 3 février 2015    | 477 700         | 27,5 %          | 1er                                   | 1er                                         | [ 3 ]               |
| Blind Auditions | 10 février 2015   | 471 000         | 26,4 %          | 1er                                   | 1er                                         | [ 4 ]               |
| Blind Auditions | 17 février 2015   | 505 045         | 28,4 %          | 1er                                   | 1er                                         | [ 5 ]               |
| Blind Auditions | 24 février 2015   | 466 900         | 26 %            | 1er                                   | 1er                                         | [ 6 ]               |
| Duels           | 3 mars 2015       | 397 000         | 22,8 %          | 2e                                    | 2e                                          | [ 7 ]               |
| Duels           | 10 mars 2015      | 453 400         | 26,3 %          | 1er                                   | 1er                                         | [ 8 ]               |
| Duels           | 17 mars 2015      | 389 000         | 23,4 %          | 1er                                   | 1er                                         | [ 9 ]               |
| Duels           | 24 mars 2015      | 413 522         | 22,4 %          | 2e                                    | 2e                                          | [ 10 ]              |
| Lives           | 30 mars 2015      | 322 900         | 20,6 %          | 2e                                    | 2e                                          | [ 11 ]              |
| Lives           | 7 avril 2015      | 329 200         | 22,2 %          | 2e                                    | 2e                                          | [ 12 ]              |
| Lives           | 14 avril 2015     | 365 577         | 23,8 %          | 2e                                    | 2e                                          | [ 10 ]              |
| Lives           | 21 avril 2015     | 352 100         | 22,9 %          | 2e                                    | 1er                                         |                     |
| Lives           | 28 avril 2015     | 384 200         | 23,1 %          | 1er                                   | 1er                                         |                     |
| Lives           | 5 mai 2015        | 376 200         | 23,9 %          | 1er                                   | 1er                                         |                     |